# ماتياس ري
ماتياس ري (بالإسبانية: Matías Rey) هو لاعب هوكي الحقل أرجنتيني، ولد في 1 ديسمبر 1984 في بوينس آيرس في الأرجنتين.

## وصلات خارجية
- ماتياس ري على موقع الاتحاد الدولي للهوكي (الإنجليزية)
- ماتياس ري على موقع اللجنة الأولمبية الدولية (الإنجليزية)
- ماتياس ري على موقع أوليمبيديا (الإنجليزية)
- ماتياس ري على موقع اللجنة الأولمبية الأرجنتينية (الإسبانية)